# Ларсена К. тема
Те́ма Ларсена К. — тема в шаховій композиції. Суть теми — в захисті чорних є поєднання шаху білому королю з розв'язуванням білої фігури і чорної фігури.

## Історія
Ідею запропонував у 1923 році данський шаховий композитор Карл Ларсен (02.05.1896 — 22.12.1963).
В рішенні задачі чорні у варіанті захисту одним ходом оголошують шах білому королю, розв'язують свою фігуру, але й розв'язують білу фігуру, яка саме на наступному ході оголошує мат чорному королю.
Ідея Карла Ларсена дістала назву — тема Ларсена К., оскільки ще існує ідея Ларса Ларсена, яка має назву тема Ларсена Л.
|   | a | b | c | d | e | f | g | h |   |
| 8 | h8 білий ферзь · b7 білий король · c7 чорний кінь · f7 білий пішак · g7 чорна тура · h7 чорний кінь · b6 білий кінь · c6 біла тура · d6 білий кінь · h6 білий пішак · a5 біла тура · d5 чорний ферзь · e5 чорний король · c4 чорний пішак · g4 білий пішак · h4 чорний слон · a3 чорний пішак · e3 білий пішак · f3 білий пішак · b2 чорна тура · g2 чорний пішак · a1 білий слон · f1 чорний слон | h8 білий ферзь · b7 білий король · c7 чорний кінь · f7 білий пішак · g7 чорна тура · h7 чорний кінь · b6 білий кінь · c6 біла тура · d6 білий кінь · h6 білий пішак · a5 біла тура · d5 чорний ферзь · e5 чорний король · c4 чорний пішак · g4 білий пішак · h4 чорний слон · a3 чорний пішак · e3 білий пішак · f3 білий пішак · b2 чорна тура · g2 чорний пішак · a1 білий слон · f1 чорний слон | h8 білий ферзь · b7 білий король · c7 чорний кінь · f7 білий пішак · g7 чорна тура · h7 чорний кінь · b6 білий кінь · c6 біла тура · d6 білий кінь · h6 білий пішак · a5 біла тура · d5 чорний ферзь · e5 чорний король · c4 чорний пішак · g4 білий пішак · h4 чорний слон · a3 чорний пішак · e3 білий пішак · f3 білий пішак · b2 чорна тура · g2 чорний пішак · a1 білий слон · f1 чорний слон | h8 білий ферзь · b7 білий король · c7 чорний кінь · f7 білий пішак · g7 чорна тура · h7 чорний кінь · b6 білий кінь · c6 біла тура · d6 білий кінь · h6 білий пішак · a5 біла тура · d5 чорний ферзь · e5 чорний король · c4 чорний пішак · g4 білий пішак · h4 чорний слон · a3 чорний пішак · e3 білий пішак · f3 білий пішак · b2 чорна тура · g2 чорний пішак · a1 білий слон · f1 чорний слон | h8 білий ферзь · b7 білий король · c7 чорний кінь · f7 білий пішак · g7 чорна тура · h7 чорний кінь · b6 білий кінь · c6 біла тура · d6 білий кінь · h6 білий пішак · a5 біла тура · d5 чорний ферзь · e5 чорний король · c4 чорний пішак · g4 білий пішак · h4 чорний слон · a3 чорний пішак · e3 білий пішак · f3 білий пішак · b2 чорна тура · g2 чорний пішак · a1 білий слон · f1 чорний слон | h8 білий ферзь · b7 білий король · c7 чорний кінь · f7 білий пішак · g7 чорна тура · h7 чорний кінь · b6 білий кінь · c6 біла тура · d6 білий кінь · h6 білий пішак · a5 біла тура · d5 чорний ферзь · e5 чорний король · c4 чорний пішак · g4 білий пішак · h4 чорний слон · a3 чорний пішак · e3 білий пішак · f3 білий пішак · b2 чорна тура · g2 чорний пішак · a1 білий слон · f1 чорний слон | h8 білий ферзь · b7 білий король · c7 чорний кінь · f7 білий пішак · g7 чорна тура · h7 чорний кінь · b6 білий кінь · c6 біла тура · d6 білий кінь · h6 білий пішак · a5 біла тура · d5 чорний ферзь · e5 чорний король · c4 чорний пішак · g4 білий пішак · h4 чорний слон · a3 чорний пішак · e3 білий пішак · f3 білий пішак · b2 чорна тура · g2 чорний пішак · a1 білий слон · f1 чорний слон | h8 білий ферзь · b7 білий король · c7 чорний кінь · f7 білий пішак · g7 чорна тура · h7 чорний кінь · b6 білий кінь · c6 біла тура · d6 білий кінь · h6 білий пішак · a5 біла тура · d5 чорний ферзь · e5 чорний король · c4 чорний пішак · g4 білий пішак · h4 чорний слон · a3 чорний пішак · e3 білий пішак · f3 білий пішак · b2 чорна тура · g2 чорний пішак · a1 білий слон · f1 чорний слон | 8 |
| 7 | h8 білий ферзь · b7 білий король · c7 чорний кінь · f7 білий пішак · g7 чорна тура · h7 чорний кінь · b6 білий кінь · c6 біла тура · d6 білий кінь · h6 білий пішак · a5 біла тура · d5 чорний ферзь · e5 чорний король · c4 чорний пішак · g4 білий пішак · h4 чорний слон · a3 чорний пішак · e3 білий пішак · f3 білий пішак · b2 чорна тура · g2 чорний пішак · a1 білий слон · f1 чорний слон | h8 білий ферзь · b7 білий король · c7 чорний кінь · f7 білий пішак · g7 чорна тура · h7 чорний кінь · b6 білий кінь · c6 біла тура · d6 білий кінь · h6 білий пішак · a5 біла тура · d5 чорний ферзь · e5 чорний король · c4 чорний пішак · g4 білий пішак · h4 чорний слон · a3 чорний пішак · e3 білий пішак · f3 білий пішак · b2 чорна тура · g2 чорний пішак · a1 білий слон · f1 чорний слон | h8 білий ферзь · b7 білий король · c7 чорний кінь · f7 білий пішак · g7 чорна тура · h7 чорний кінь · b6 білий кінь · c6 біла тура · d6 білий кінь · h6 білий пішак · a5 біла тура · d5 чорний ферзь · e5 чорний король · c4 чорний пішак · g4 білий пішак · h4 чорний слон · a3 чорний пішак · e3 білий пішак · f3 білий пішак · b2 чорна тура · g2 чорний пішак · a1 білий слон · f1 чорний слон | h8 білий ферзь · b7 білий король · c7 чорний кінь · f7 білий пішак · g7 чорна тура · h7 чорний кінь · b6 білий кінь · c6 біла тура · d6 білий кінь · h6 білий пішак · a5 біла тура · d5 чорний ферзь · e5 чорний король · c4 чорний пішак · g4 білий пішак · h4 чорний слон · a3 чорний пішак · e3 білий пішак · f3 білий пішак · b2 чорна тура · g2 чорний пішак · a1 білий слон · f1 чорний слон | h8 білий ферзь · b7 білий король · c7 чорний кінь · f7 білий пішак · g7 чорна тура · h7 чорний кінь · b6 білий кінь · c6 біла тура · d6 білий кінь · h6 білий пішак · a5 біла тура · d5 чорний ферзь · e5 чорний король · c4 чорний пішак · g4 білий пішак · h4 чорний слон · a3 чорний пішак · e3 білий пішак · f3 білий пішак · b2 чорна тура · g2 чорний пішак · a1 білий слон · f1 чорний слон | h8 білий ферзь · b7 білий король · c7 чорний кінь · f7 білий пішак · g7 чорна тура · h7 чорний кінь · b6 білий кінь · c6 біла тура · d6 білий кінь · h6 білий пішак · a5 біла тура · d5 чорний ферзь · e5 чорний король · c4 чорний пішак · g4 білий пішак · h4 чорний слон · a3 чорний пішак · e3 білий пішак · f3 білий пішак · b2 чорна тура · g2 чорний пішак · a1 білий слон · f1 чорний слон | h8 білий ферзь · b7 білий король · c7 чорний кінь · f7 білий пішак · g7 чорна тура · h7 чорний кінь · b6 білий кінь · c6 біла тура · d6 білий кінь · h6 білий пішак · a5 біла тура · d5 чорний ферзь · e5 чорний король · c4 чорний пішак · g4 білий пішак · h4 чорний слон · a3 чорний пішак · e3 білий пішак · f3 білий пішак · b2 чорна тура · g2 чорний пішак · a1 білий слон · f1 чорний слон | h8 білий ферзь · b7 білий король · c7 чорний кінь · f7 білий пішак · g7 чорна тура · h7 чорний кінь · b6 білий кінь · c6 біла тура · d6 білий кінь · h6 білий пішак · a5 біла тура · d5 чорний ферзь · e5 чорний король · c4 чорний пішак · g4 білий пішак · h4 чорний слон · a3 чорний пішак · e3 білий пішак · f3 білий пішак · b2 чорна тура · g2 чорний пішак · a1 білий слон · f1 чорний слон | 7 |
| 6 | h8 білий ферзь · b7 білий король · c7 чорний кінь · f7 білий пішак · g7 чорна тура · h7 чорний кінь · b6 білий кінь · c6 біла тура · d6 білий кінь · h6 білий пішак · a5 біла тура · d5 чорний ферзь · e5 чорний король · c4 чорний пішак · g4 білий пішак · h4 чорний слон · a3 чорний пішак · e3 білий пішак · f3 білий пішак · b2 чорна тура · g2 чорний пішак · a1 білий слон · f1 чорний слон | h8 білий ферзь · b7 білий король · c7 чорний кінь · f7 білий пішак · g7 чорна тура · h7 чорний кінь · b6 білий кінь · c6 біла тура · d6 білий кінь · h6 білий пішак · a5 біла тура · d5 чорний ферзь · e5 чорний король · c4 чорний пішак · g4 білий пішак · h4 чорний слон · a3 чорний пішак · e3 білий пішак · f3 білий пішак · b2 чорна тура · g2 чорний пішак · a1 білий слон · f1 чорний слон | h8 білий ферзь · b7 білий король · c7 чорний кінь · f7 білий пішак · g7 чорна тура · h7 чорний кінь · b6 білий кінь · c6 біла тура · d6 білий кінь · h6 білий пішак · a5 біла тура · d5 чорний ферзь · e5 чорний король · c4 чорний пішак · g4 білий пішак · h4 чорний слон · a3 чорний пішак · e3 білий пішак · f3 білий пішак · b2 чорна тура · g2 чорний пішак · a1 білий слон · f1 чорний слон | h8 білий ферзь · b7 білий король · c7 чорний кінь · f7 білий пішак · g7 чорна тура · h7 чорний кінь · b6 білий кінь · c6 біла тура · d6 білий кінь · h6 білий пішак · a5 біла тура · d5 чорний ферзь · e5 чорний король · c4 чорний пішак · g4 білий пішак · h4 чорний слон · a3 чорний пішак · e3 білий пішак · f3 білий пішак · b2 чорна тура · g2 чорний пішак · a1 білий слон · f1 чорний слон | h8 білий ферзь · b7 білий король · c7 чорний кінь · f7 білий пішак · g7 чорна тура · h7 чорний кінь · b6 білий кінь · c6 біла тура · d6 білий кінь · h6 білий пішак · a5 біла тура · d5 чорний ферзь · e5 чорний король · c4 чорний пішак · g4 білий пішак · h4 чорний слон · a3 чорний пішак · e3 білий пішак · f3 білий пішак · b2 чорна тура · g2 чорний пішак · a1 білий слон · f1 чорний слон | h8 білий ферзь · b7 білий король · c7 чорний кінь · f7 білий пішак · g7 чорна тура · h7 чорний кінь · b6 білий кінь · c6 біла тура · d6 білий кінь · h6 білий пішак · a5 біла тура · d5 чорний ферзь · e5 чорний король · c4 чорний пішак · g4 білий пішак · h4 чорний слон · a3 чорний пішак · e3 білий пішак · f3 білий пішак · b2 чорна тура · g2 чорний пішак · a1 білий слон · f1 чорний слон | h8 білий ферзь · b7 білий король · c7 чорний кінь · f7 білий пішак · g7 чорна тура · h7 чорний кінь · b6 білий кінь · c6 біла тура · d6 білий кінь · h6 білий пішак · a5 біла тура · d5 чорний ферзь · e5 чорний король · c4 чорний пішак · g4 білий пішак · h4 чорний слон · a3 чорний пішак · e3 білий пішак · f3 білий пішак · b2 чорна тура · g2 чорний пішак · a1 білий слон · f1 чорний слон | h8 білий ферзь · b7 білий король · c7 чорний кінь · f7 білий пішак · g7 чорна тура · h7 чорний кінь · b6 білий кінь · c6 біла тура · d6 білий кінь · h6 білий пішак · a5 біла тура · d5 чорний ферзь · e5 чорний король · c4 чорний пішак · g4 білий пішак · h4 чорний слон · a3 чорний пішак · e3 білий пішак · f3 білий пішак · b2 чорна тура · g2 чорний пішак · a1 білий слон · f1 чорний слон | 6 |
| 5 | h8 білий ферзь · b7 білий король · c7 чорний кінь · f7 білий пішак · g7 чорна тура · h7 чорний кінь · b6 білий кінь · c6 біла тура · d6 білий кінь · h6 білий пішак · a5 біла тура · d5 чорний ферзь · e5 чорний король · c4 чорний пішак · g4 білий пішак · h4 чорний слон · a3 чорний пішак · e3 білий пішак · f3 білий пішак · b2 чорна тура · g2 чорний пішак · a1 білий слон · f1 чорний слон | h8 білий ферзь · b7 білий король · c7 чорний кінь · f7 білий пішак · g7 чорна тура · h7 чорний кінь · b6 білий кінь · c6 біла тура · d6 білий кінь · h6 білий пішак · a5 біла тура · d5 чорний ферзь · e5 чорний король · c4 чорний пішак · g4 білий пішак · h4 чорний слон · a3 чорний пішак · e3 білий пішак · f3 білий пішак · b2 чорна тура · g2 чорний пішак · a1 білий слон · f1 чорний слон | h8 білий ферзь · b7 білий король · c7 чорний кінь · f7 білий пішак · g7 чорна тура · h7 чорний кінь · b6 білий кінь · c6 біла тура · d6 білий кінь · h6 білий пішак · a5 біла тура · d5 чорний ферзь · e5 чорний король · c4 чорний пішак · g4 білий пішак · h4 чорний слон · a3 чорний пішак · e3 білий пішак · f3 білий пішак · b2 чорна тура · g2 чорний пішак · a1 білий слон · f1 чорний слон | h8 білий ферзь · b7 білий король · c7 чорний кінь · f7 білий пішак · g7 чорна тура · h7 чорний кінь · b6 білий кінь · c6 біла тура · d6 білий кінь · h6 білий пішак · a5 біла тура · d5 чорний ферзь · e5 чорний король · c4 чорний пішак · g4 білий пішак · h4 чорний слон · a3 чорний пішак · e3 білий пішак · f3 білий пішак · b2 чорна тура · g2 чорний пішак · a1 білий слон · f1 чорний слон | h8 білий ферзь · b7 білий король · c7 чорний кінь · f7 білий пішак · g7 чорна тура · h7 чорний кінь · b6 білий кінь · c6 біла тура · d6 білий кінь · h6 білий пішак · a5 біла тура · d5 чорний ферзь · e5 чорний король · c4 чорний пішак · g4 білий пішак · h4 чорний слон · a3 чорний пішак · e3 білий пішак · f3 білий пішак · b2 чорна тура · g2 чорний пішак · a1 білий слон · f1 чорний слон | h8 білий ферзь · b7 білий король · c7 чорний кінь · f7 білий пішак · g7 чорна тура · h7 чорний кінь · b6 білий кінь · c6 біла тура · d6 білий кінь · h6 білий пішак · a5 біла тура · d5 чорний ферзь · e5 чорний король · c4 чорний пішак · g4 білий пішак · h4 чорний слон · a3 чорний пішак · e3 білий пішак · f3 білий пішак · b2 чорна тура · g2 чорний пішак · a1 білий слон · f1 чорний слон | h8 білий ферзь · b7 білий король · c7 чорний кінь · f7 білий пішак · g7 чорна тура · h7 чорний кінь · b6 білий кінь · c6 біла тура · d6 білий кінь · h6 білий пішак · a5 біла тура · d5 чорний ферзь · e5 чорний король · c4 чорний пішак · g4 білий пішак · h4 чорний слон · a3 чорний пішак · e3 білий пішак · f3 білий пішак · b2 чорна тура · g2 чорний пішак · a1 білий слон · f1 чорний слон | h8 білий ферзь · b7 білий король · c7 чорний кінь · f7 білий пішак · g7 чорна тура · h7 чорний кінь · b6 білий кінь · c6 біла тура · d6 білий кінь · h6 білий пішак · a5 біла тура · d5 чорний ферзь · e5 чорний король · c4 чорний пішак · g4 білий пішак · h4 чорний слон · a3 чорний пішак · e3 білий пішак · f3 білий пішак · b2 чорна тура · g2 чорний пішак · a1 білий слон · f1 чорний слон | 5 |
| 4 | h8 білий ферзь · b7 білий король · c7 чорний кінь · f7 білий пішак · g7 чорна тура · h7 чорний кінь · b6 білий кінь · c6 біла тура · d6 білий кінь · h6 білий пішак · a5 біла тура · d5 чорний ферзь · e5 чорний король · c4 чорний пішак · g4 білий пішак · h4 чорний слон · a3 чорний пішак · e3 білий пішак · f3 білий пішак · b2 чорна тура · g2 чорний пішак · a1 білий слон · f1 чорний слон | h8 білий ферзь · b7 білий король · c7 чорний кінь · f7 білий пішак · g7 чорна тура · h7 чорний кінь · b6 білий кінь · c6 біла тура · d6 білий кінь · h6 білий пішак · a5 біла тура · d5 чорний ферзь · e5 чорний король · c4 чорний пішак · g4 білий пішак · h4 чорний слон · a3 чорний пішак · e3 білий пішак · f3 білий пішак · b2 чорна тура · g2 чорний пішак · a1 білий слон · f1 чорний слон | h8 білий ферзь · b7 білий король · c7 чорний кінь · f7 білий пішак · g7 чорна тура · h7 чорний кінь · b6 білий кінь · c6 біла тура · d6 білий кінь · h6 білий пішак · a5 біла тура · d5 чорний ферзь · e5 чорний король · c4 чорний пішак · g4 білий пішак · h4 чорний слон · a3 чорний пішак · e3 білий пішак · f3 білий пішак · b2 чорна тура · g2 чорний пішак · a1 білий слон · f1 чорний слон | h8 білий ферзь · b7 білий король · c7 чорний кінь · f7 білий пішак · g7 чорна тура · h7 чорний кінь · b6 білий кінь · c6 біла тура · d6 білий кінь · h6 білий пішак · a5 біла тура · d5 чорний ферзь · e5 чорний король · c4 чорний пішак · g4 білий пішак · h4 чорний слон · a3 чорний пішак · e3 білий пішак · f3 білий пішак · b2 чорна тура · g2 чорний пішак · a1 білий слон · f1 чорний слон | h8 білий ферзь · b7 білий король · c7 чорний кінь · f7 білий пішак · g7 чорна тура · h7 чорний кінь · b6 білий кінь · c6 біла тура · d6 білий кінь · h6 білий пішак · a5 біла тура · d5 чорний ферзь · e5 чорний король · c4 чорний пішак · g4 білий пішак · h4 чорний слон · a3 чорний пішак · e3 білий пішак · f3 білий пішак · b2 чорна тура · g2 чорний пішак · a1 білий слон · f1 чорний слон | h8 білий ферзь · b7 білий король · c7 чорний кінь · f7 білий пішак · g7 чорна тура · h7 чорний кінь · b6 білий кінь · c6 біла тура · d6 білий кінь · h6 білий пішак · a5 біла тура · d5 чорний ферзь · e5 чорний король · c4 чорний пішак · g4 білий пішак · h4 чорний слон · a3 чорний пішак · e3 білий пішак · f3 білий пішак · b2 чорна тура · g2 чорний пішак · a1 білий слон · f1 чорний слон | h8 білий ферзь · b7 білий король · c7 чорний кінь · f7 білий пішак · g7 чорна тура · h7 чорний кінь · b6 білий кінь · c6 біла тура · d6 білий кінь · h6 білий пішак · a5 біла тура · d5 чорний ферзь · e5 чорний король · c4 чорний пішак · g4 білий пішак · h4 чорний слон · a3 чорний пішак · e3 білий пішак · f3 білий пішак · b2 чорна тура · g2 чорний пішак · a1 білий слон · f1 чорний слон | h8 білий ферзь · b7 білий король · c7 чорний кінь · f7 білий пішак · g7 чорна тура · h7 чорний кінь · b6 білий кінь · c6 біла тура · d6 білий кінь · h6 білий пішак · a5 біла тура · d5 чорний ферзь · e5 чорний король · c4 чорний пішак · g4 білий пішак · h4 чорний слон · a3 чорний пішак · e3 білий пішак · f3 білий пішак · b2 чорна тура · g2 чорний пішак · a1 білий слон · f1 чорний слон | 4 |
| 3 | h8 білий ферзь · b7 білий король · c7 чорний кінь · f7 білий пішак · g7 чорна тура · h7 чорний кінь · b6 білий кінь · c6 біла тура · d6 білий кінь · h6 білий пішак · a5 біла тура · d5 чорний ферзь · e5 чорний король · c4 чорний пішак · g4 білий пішак · h4 чорний слон · a3 чорний пішак · e3 білий пішак · f3 білий пішак · b2 чорна тура · g2 чорний пішак · a1 білий слон · f1 чорний слон | h8 білий ферзь · b7 білий король · c7 чорний кінь · f7 білий пішак · g7 чорна тура · h7 чорний кінь · b6 білий кінь · c6 біла тура · d6 білий кінь · h6 білий пішак · a5 біла тура · d5 чорний ферзь · e5 чорний король · c4 чорний пішак · g4 білий пішак · h4 чорний слон · a3 чорний пішак · e3 білий пішак · f3 білий пішак · b2 чорна тура · g2 чорний пішак · a1 білий слон · f1 чорний слон | h8 білий ферзь · b7 білий король · c7 чорний кінь · f7 білий пішак · g7 чорна тура · h7 чорний кінь · b6 білий кінь · c6 біла тура · d6 білий кінь · h6 білий пішак · a5 біла тура · d5 чорний ферзь · e5 чорний король · c4 чорний пішак · g4 білий пішак · h4 чорний слон · a3 чорний пішак · e3 білий пішак · f3 білий пішак · b2 чорна тура · g2 чорний пішак · a1 білий слон · f1 чорний слон | h8 білий ферзь · b7 білий король · c7 чорний кінь · f7 білий пішак · g7 чорна тура · h7 чорний кінь · b6 білий кінь · c6 біла тура · d6 білий кінь · h6 білий пішак · a5 біла тура · d5 чорний ферзь · e5 чорний король · c4 чорний пішак · g4 білий пішак · h4 чорний слон · a3 чорний пішак · e3 білий пішак · f3 білий пішак · b2 чорна тура · g2 чорний пішак · a1 білий слон · f1 чорний слон | h8 білий ферзь · b7 білий король · c7 чорний кінь · f7 білий пішак · g7 чорна тура · h7 чорний кінь · b6 білий кінь · c6 біла тура · d6 білий кінь · h6 білий пішак · a5 біла тура · d5 чорний ферзь · e5 чорний король · c4 чорний пішак · g4 білий пішак · h4 чорний слон · a3 чорний пішак · e3 білий пішак · f3 білий пішак · b2 чорна тура · g2 чорний пішак · a1 білий слон · f1 чорний слон | h8 білий ферзь · b7 білий король · c7 чорний кінь · f7 білий пішак · g7 чорна тура · h7 чорний кінь · b6 білий кінь · c6 біла тура · d6 білий кінь · h6 білий пішак · a5 біла тура · d5 чорний ферзь · e5 чорний король · c4 чорний пішак · g4 білий пішак · h4 чорний слон · a3 чорний пішак · e3 білий пішак · f3 білий пішак · b2 чорна тура · g2 чорний пішак · a1 білий слон · f1 чорний слон | h8 білий ферзь · b7 білий король · c7 чорний кінь · f7 білий пішак · g7 чорна тура · h7 чорний кінь · b6 білий кінь · c6 біла тура · d6 білий кінь · h6 білий пішак · a5 біла тура · d5 чорний ферзь · e5 чорний король · c4 чорний пішак · g4 білий пішак · h4 чорний слон · a3 чорний пішак · e3 білий пішак · f3 білий пішак · b2 чорна тура · g2 чорний пішак · a1 білий слон · f1 чорний слон | h8 білий ферзь · b7 білий король · c7 чорний кінь · f7 білий пішак · g7 чорна тура · h7 чорний кінь · b6 білий кінь · c6 біла тура · d6 білий кінь · h6 білий пішак · a5 біла тура · d5 чорний ферзь · e5 чорний король · c4 чорний пішак · g4 білий пішак · h4 чорний слон · a3 чорний пішак · e3 білий пішак · f3 білий пішак · b2 чорна тура · g2 чорний пішак · a1 білий слон · f1 чорний слон | 3 |
| 2 | h8 білий ферзь · b7 білий король · c7 чорний кінь · f7 білий пішак · g7 чорна тура · h7 чорний кінь · b6 білий кінь · c6 біла тура · d6 білий кінь · h6 білий пішак · a5 біла тура · d5 чорний ферзь · e5 чорний король · c4 чорний пішак · g4 білий пішак · h4 чорний слон · a3 чорний пішак · e3 білий пішак · f3 білий пішак · b2 чорна тура · g2 чорний пішак · a1 білий слон · f1 чорний слон | h8 білий ферзь · b7 білий король · c7 чорний кінь · f7 білий пішак · g7 чорна тура · h7 чорний кінь · b6 білий кінь · c6 біла тура · d6 білий кінь · h6 білий пішак · a5 біла тура · d5 чорний ферзь · e5 чорний король · c4 чорний пішак · g4 білий пішак · h4 чорний слон · a3 чорний пішак · e3 білий пішак · f3 білий пішак · b2 чорна тура · g2 чорний пішак · a1 білий слон · f1 чорний слон | h8 білий ферзь · b7 білий король · c7 чорний кінь · f7 білий пішак · g7 чорна тура · h7 чорний кінь · b6 білий кінь · c6 біла тура · d6 білий кінь · h6 білий пішак · a5 біла тура · d5 чорний ферзь · e5 чорний король · c4 чорний пішак · g4 білий пішак · h4 чорний слон · a3 чорний пішак · e3 білий пішак · f3 білий пішак · b2 чорна тура · g2 чорний пішак · a1 білий слон · f1 чорний слон | h8 білий ферзь · b7 білий король · c7 чорний кінь · f7 білий пішак · g7 чорна тура · h7 чорний кінь · b6 білий кінь · c6 біла тура · d6 білий кінь · h6 білий пішак · a5 біла тура · d5 чорний ферзь · e5 чорний король · c4 чорний пішак · g4 білий пішак · h4 чорний слон · a3 чорний пішак · e3 білий пішак · f3 білий пішак · b2 чорна тура · g2 чорний пішак · a1 білий слон · f1 чорний слон | h8 білий ферзь · b7 білий король · c7 чорний кінь · f7 білий пішак · g7 чорна тура · h7 чорний кінь · b6 білий кінь · c6 біла тура · d6 білий кінь · h6 білий пішак · a5 біла тура · d5 чорний ферзь · e5 чорний король · c4 чорний пішак · g4 білий пішак · h4 чорний слон · a3 чорний пішак · e3 білий пішак · f3 білий пішак · b2 чорна тура · g2 чорний пішак · a1 білий слон · f1 чорний слон | h8 білий ферзь · b7 білий король · c7 чорний кінь · f7 білий пішак · g7 чорна тура · h7 чорний кінь · b6 білий кінь · c6 біла тура · d6 білий кінь · h6 білий пішак · a5 біла тура · d5 чорний ферзь · e5 чорний король · c4 чорний пішак · g4 білий пішак · h4 чорний слон · a3 чорний пішак · e3 білий пішак · f3 білий пішак · b2 чорна тура · g2 чорний пішак · a1 білий слон · f1 чорний слон | h8 білий ферзь · b7 білий король · c7 чорний кінь · f7 білий пішак · g7 чорна тура · h7 чорний кінь · b6 білий кінь · c6 біла тура · d6 білий кінь · h6 білий пішак · a5 біла тура · d5 чорний ферзь · e5 чорний король · c4 чорний пішак · g4 білий пішак · h4 чорний слон · a3 чорний пішак · e3 білий пішак · f3 білий пішак · b2 чорна тура · g2 чорний пішак · a1 білий слон · f1 чорний слон | h8 білий ферзь · b7 білий король · c7 чорний кінь · f7 білий пішак · g7 чорна тура · h7 чорний кінь · b6 білий кінь · c6 біла тура · d6 білий кінь · h6 білий пішак · a5 біла тура · d5 чорний ферзь · e5 чорний король · c4 чорний пішак · g4 білий пішак · h4 чорний слон · a3 чорний пішак · e3 білий пішак · f3 білий пішак · b2 чорна тура · g2 чорний пішак · a1 білий слон · f1 чорний слон | 2 |
| 1 | h8 білий ферзь · b7 білий король · c7 чорний кінь · f7 білий пішак · g7 чорна тура · h7 чорний кінь · b6 білий кінь · c6 біла тура · d6 білий кінь · h6 білий пішак · a5 біла тура · d5 чорний ферзь · e5 чорний король · c4 чорний пішак · g4 білий пішак · h4 чорний слон · a3 чорний пішак · e3 білий пішак · f3 білий пішак · b2 чорна тура · g2 чорний пішак · a1 білий слон · f1 чорний слон | h8 білий ферзь · b7 білий король · c7 чорний кінь · f7 білий пішак · g7 чорна тура · h7 чорний кінь · b6 білий кінь · c6 біла тура · d6 білий кінь · h6 білий пішак · a5 біла тура · d5 чорний ферзь · e5 чорний король · c4 чорний пішак · g4 білий пішак · h4 чорний слон · a3 чорний пішак · e3 білий пішак · f3 білий пішак · b2 чорна тура · g2 чорний пішак · a1 білий слон · f1 чорний слон | h8 білий ферзь · b7 білий король · c7 чорний кінь · f7 білий пішак · g7 чорна тура · h7 чорний кінь · b6 білий кінь · c6 біла тура · d6 білий кінь · h6 білий пішак · a5 біла тура · d5 чорний ферзь · e5 чорний король · c4 чорний пішак · g4 білий пішак · h4 чорний слон · a3 чорний пішак · e3 білий пішак · f3 білий пішак · b2 чорна тура · g2 чорний пішак · a1 білий слон · f1 чорний слон | h8 білий ферзь · b7 білий король · c7 чорний кінь · f7 білий пішак · g7 чорна тура · h7 чорний кінь · b6 білий кінь · c6 біла тура · d6 білий кінь · h6 білий пішак · a5 біла тура · d5 чорний ферзь · e5 чорний король · c4 чорний пішак · g4 білий пішак · h4 чорний слон · a3 чорний пішак · e3 білий пішак · f3 білий пішак · b2 чорна тура · g2 чорний пішак · a1 білий слон · f1 чорний слон | h8 білий ферзь · b7 білий король · c7 чорний кінь · f7 білий пішак · g7 чорна тура · h7 чорний кінь · b6 білий кінь · c6 біла тура · d6 білий кінь · h6 білий пішак · a5 біла тура · d5 чорний ферзь · e5 чорний король · c4 чорний пішак · g4 білий пішак · h4 чорний слон · a3 чорний пішак · e3 білий пішак · f3 білий пішак · b2 чорна тура · g2 чорний пішак · a1 білий слон · f1 чорний слон | h8 білий ферзь · b7 білий король · c7 чорний кінь · f7 білий пішак · g7 чорна тура · h7 чорний кінь · b6 білий кінь · c6 біла тура · d6 білий кінь · h6 білий пішак · a5 біла тура · d5 чорний ферзь · e5 чорний король · c4 чорний пішак · g4 білий пішак · h4 чорний слон · a3 чорний пішак · e3 білий пішак · f3 білий пішак · b2 чорна тура · g2 чорний пішак · a1 білий слон · f1 чорний слон | h8 білий ферзь · b7 білий король · c7 чорний кінь · f7 білий пішак · g7 чорна тура · h7 чорний кінь · b6 білий кінь · c6 біла тура · d6 білий кінь · h6 білий пішак · a5 біла тура · d5 чорний ферзь · e5 чорний король · c4 чорний пішак · g4 білий пішак · h4 чорний слон · a3 чорний пішак · e3 білий пішак · f3 білий пішак · b2 чорна тура · g2 чорний пішак · a1 білий слон · f1 чорний слон | h8 білий ферзь · b7 білий король · c7 чорний кінь · f7 білий пішак · g7 чорна тура · h7 чорний кінь · b6 білий кінь · c6 біла тура · d6 білий кінь · h6 білий пішак · a5 біла тура · d5 чорний ферзь · e5 чорний король · c4 чорний пішак · g4 білий пішак · h4 чорний слон · a3 чорний пішак · e3 білий пішак · f3 білий пішак · b2 чорна тура · g2 чорний пішак · a1 білий слон · f1 чорний слон | 1 |
|   | a | b | c | d | e | f | g | h |   |

FEN: 7Q/1Kn2Prn/1NRN3P/R2qk3/2p3Pb/p3PP2/1r4p1/B4b2

1. f8S! ~ 2. Sf7#
1. ... Sb5+ 2. Sbd7#
- — - — - — -
1. ... Se6+ 2. Sfd7#